# العلجية قمر

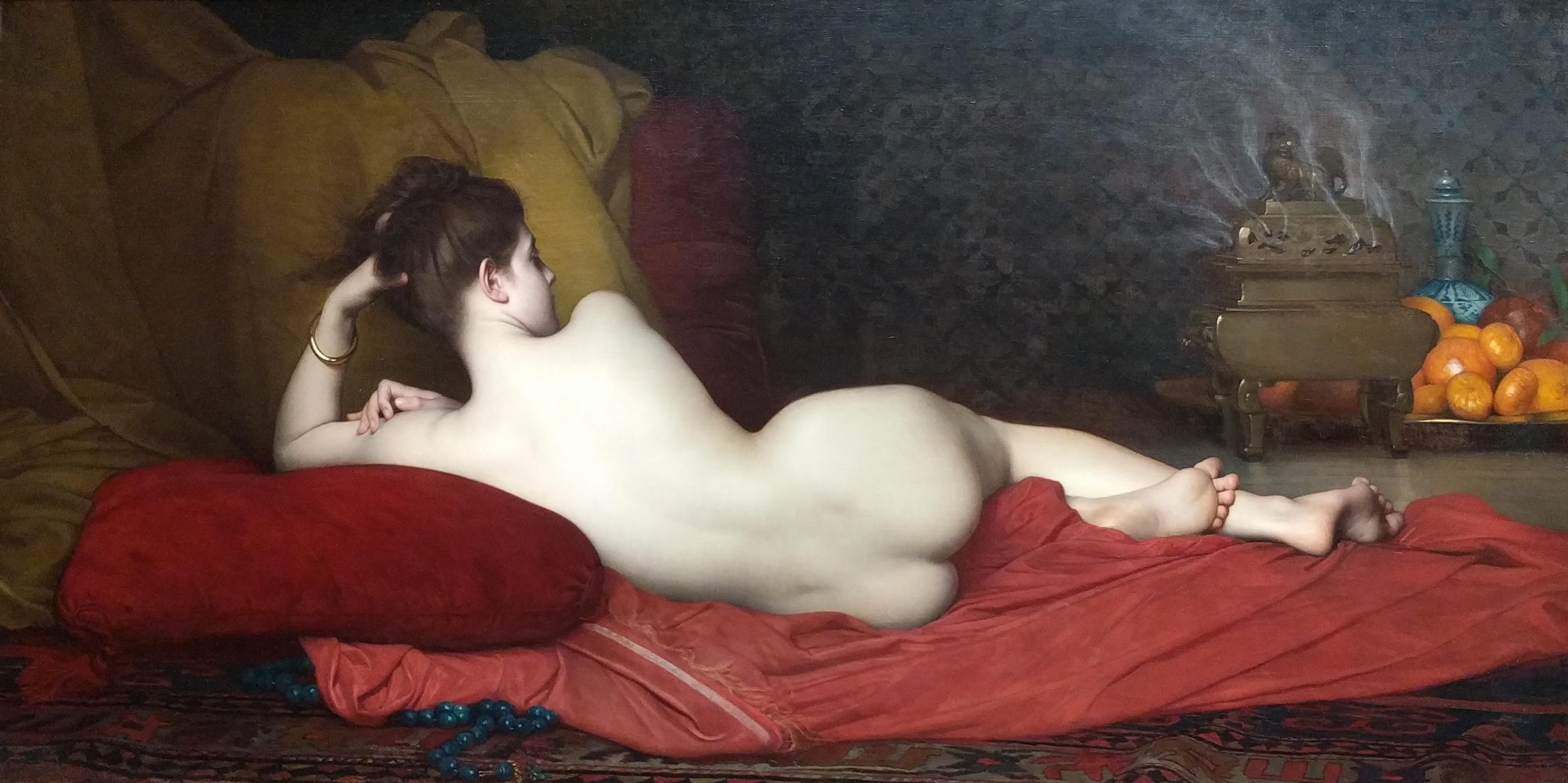
لوحة لجارية (علجية) القرن ال17

العلجية قمر أو للاّ قمر كانت بيّة تونس إذ تزوجت من ثلاث بايات. ولدت سنة 1862 و توفيت في 31 ديسمبر 1942 . هي جارية عثمانية جلبها الصادق باي ، كان لها شأن في الدّولة الحسينية ، تزوّجت بالصّادق باي وعلي باي والناصر باي ، لكنها لم تنجب أي طفل ، فتولّت تربية الشاذلي حيدر ابن أحد صديقاتها ، وهي علجية مثلها ، وعندما كبر أهدته قصر السعادة المرسى الذي شيّده الناصر باي إكراما لها.